# 565
565 је била проста година.

## Догађаји
- 15. новембар – Јустин II наслеђује свог стрица Јустинијана I на месту цара Византијског царства. Своју владавину почиње одбијањем субвенција Аварима, који са Словенима врше неколико великих јуриша на Балканско полуострво.
- Јустин II опозива свог рођака Јустина (претендента на престо) у Цариград; након оптужби на његов рачун, одређен му је кућни притвор.
- Јустин II шаље свог зета Бадуарија (магистер милитум) са византијском војском, да подржи Гепиде у њиховом рату против Лангобарда.
- Мапа Мадаба је направљена у византијској цркви Светог Ђорђа. Подни мозаик садржи приказ Свете земље.
- Свети Колумба, ирски мисионар, уочава чудовиште из Лох Неса на реци Нес (у данашњој Шкотској) и спашава живот Пикта.
- Лето – Избија рат између Албоина, краља Лангобарда, и краља Кунимунда, вође Гепида.
- Гао Веј је наследио свог оца Ву Ченг Дија на месту владара кинеске северне династије Ки. Ву Ченг Ди постаје регент и велики цар.
- Ујгури су поражени од Гоктурка, који проширују своју територију у Централној Азији.
- 6. фебруар – Кан Џој Читам И, владар мајанског града-државе Паленке, у данашњој држави Чијапас у јужном Мексику, умире после тачно 36 година владавине.

## Смрти
- Умро је римски цар Јустинијан I.